# Wells-next-the-Sea
Wells-next-the-Sea är en stad och en civil parish i North Norfolk, Norfolk, England. År 2011 hade civil parish 2 165 invånare.